# Lipová (district de Nové Zámky)
Pour les articles homonymes, voir Lipová.
Lipová est une commune du district de Nové Zámky, dans la région de Nitra, en Slovaquie.

## Histoire
La première mention écrite du village date de 1156.

## Démographie

### Évolution de la population
| Année:               | 1994. | 2004.   | 2014.   | 2024.   |
| -------------------- | ----- | ------- | ------- | ------- |
| Nombre de personnes: | 1608  | 1599    | 1546    | 1519    |
| Différence:          |       | -0,55 % | -3,31 % | -1,74 % |

| Année:               | 2023. | 2024.   |
| -------------------- | ----- | ------- |
| Nombre de personnes: | 1527  | 1519    |
| Différence:          |       | -0,52 % |